# Ака Манто

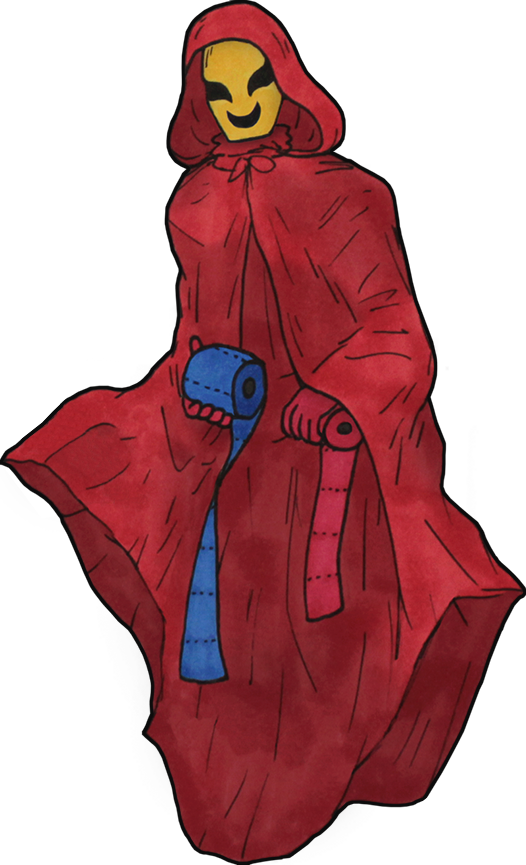

Ака Манто (яп. 赤マント Красный Плащ), также Красная Накидка, Красный Жилет, Акаи-Ками-Аои-Ками (яп. 赤い紙青い紙 Красная бумага, Синяя бумага), или иногда Аои Манто (яп. 青マント Синий Плащ) — японская городская легенда о духе в маске, который носит красный плащ и является людям, пользующимися общественными или школьными туалетам. Подробности могут варьироваться, но постоянной частью истории является то, что дух задает посетителю туалетный вопрос. В некоторых версиях он предлагает на выбор красную или синюю бумагу, в других красный или синий плащ или красную или синюю накидку. Любой выбор ведёт к убийству посетителя, поэтому, чтобы выжить, он должен проигнорировать духа, убежать или отвергнуть оба варианта.

## Легенда и её вариации
Ака Манто описывается как дух, призрак или ёкай мужского пола, который посещает общественные или школьные туалеты. Ака Манто часто посещает женские туалеты, в некоторых версиях легенды говорится, что он любит заходить в последнюю кабинку. Говорят, что дух носит развевающийся красный плащ и маску, скрывающую его лицо, под этой маской он иногда описывается как красивый и очаровательный.
Согласно легенде, если человек сидит на унитазе в общественном или школьном туалете, Ака Манто может явиться и спросить его, хочет он красную или синюю бумагу. В некоторых версиях дух может попросить его выбрать между красным и синим плащом или между красной и синей накидкой. Если посетитель выбирает красный цвет, он будет растерзан так, что его мертвое тело будет залито его собственной кровью. Конкретный способ растерзания различается в зависимости от варианта, например, его могут зарезать или содрать кожу. Если человек выбирает синий цвет, последствия могут варьироваться от удушения до полного выкачивания крови из тела жертвы.
Если человек пытается перехитрить Ака Манто, прося другой цвет бумаги, плаща или накидки, обычно говорят, что его утащат в подземный мир или ад. В некоторых версиях выбор жёлтого цвета приводит к тому, что голова жертвы оказывается в унитазе. Игнорирование духа или ответ, что посетитель не отдает предпочтение какому-либо цвету, обычно заставляют дух уйти. По некоторым данным, отказ от обоих вариантов и побег также приводит к выживанию человека, хотя иногда Ака Манто просто блокирует выход.

## История
Автор и фольклорист Мэтью Мейер утверждает, что Ака Манто был зарегистрирован в качестве школьного слуха ещё в 1930-х годах. В то время слово манто обычно относилось к куртке в стиле кимоно без рукавов, тогда как в наши дни манто — японское слово, обозначающее плащ или накидку. Поэтому разные поколения имеют различные мнения о предполагаемой внешности Ака Манто.

## В популярной культуре
Акагами-Аогами появляется как монстр недели во втором эпизоде аниме 2000 года Истории о призраках.
В видеоигре 2003 года Castlevania: Aria of Sorrow присутствует враг, известный как «Мантия убийцы», возможно, основанный на легенде об Ака Манто.
В восьмом эпизоде первого сезона «Королев крика» 2015 года «Истории о призраках» персонаж Ниси Нэш по имени Дениз Хемфилл рассказывает легенду о «Красном плаще» девочкам Каппа во время сеанса рассказывания историй у камина.
В видеоигре «World of Horror» 2019 года упоминается множество ужасных существ из самых разных источников, от японской мифологии до мифов Лавкрафта. Одна из цепочек заданий включает в себя борьбу с туалетным призраком, который дает вам цветную бумагу и убивает вас разными способами в зависимости от вашего выбора. Чтобы выжить, вы научитесь через расследование отвергать любой выбор.
На легенде об Ака Манто основана одноимённая видеоигра 2019 года, разработанная и опубликованная компанией Chilla’s Art.
В южнокорейском сериале 2021 года «Игра в кальмара» игроков набирает на смертельный турнир человек, предлагающий им сыграть в корейскую детскую игру ddakji на деньги. Он предлагает им на выбор красную или синюю карточку, но этот выбор не влияет на результат. Хван Дон Хёк, режиссёр сериала, подтвердил в интервью, что это отсылка к легенде об Ака Манто.

## Дальнейшее чтение
- 文芸 :  [яп.]. — 河出書房新社 (Kawade Shobo Shinsha), 1982年. — Vol. 21.
- 日本怪談集 :  [яп.]. — 河出書房新社 (Kawade Shobo Shinsha), 1989年. — Vol. 1.